# فرنسواس إسحاق دي ريفاز
فرنسواس إسحاق دي ريفاز  (بالفرنسية: François Isaac de Rivaz)‏(باريس، 19 ديسمبر 1752- سيون، 30 يوليو 1828) مخترع وسياسي. اخترع محرك احتراق داخلي يعمل بالهيدروجين والإشعال الكهربي. وصف المحرك في براءة اختراع فرنسية، نُشرت في عام 1807.
ركب فرنسواس المحرك في عربة بدائية، وكان أول محرك احتراق داخلي يُشغل سيارة في العالم.

## السيرة الذاتية
وُلد إسحاق في باريس لعائلة من فاليز. استقرت العائلة في موتيرس في سافوا (مملكة سردينيا) في عام 1763. انتقل الولدان الأصغر آن جوزيف وإسحاق للاستقرار في سانت-جينجولف ‏ فيفاليز.
لم تُعرف المدرسة التي درس بها إسحاق، لكنه أتقن اللغة اللاتينية بالإضافة للرياضيات والهندسة، بينما أكمل دراسته للميكانيكا خلال حياته. عمل إسحاق كمساح أراضي ومحرر عقود لصالح ولاية فاليز.
كان لدى إسحاق العديد من الاهتمامات بالإضافة لشغفه وحبه للاكتشاف. أجرى إسحاق الكثير من التجارب، حيث بدأ تجاربه على العربات البخارية (انظر تاريخ عربات الطرق البخارية ‏) في نهاية القرن الثامن عشر، كما درس أيضاً اشعال الغازات القابلة للاحتراق.

## محرك الاحتراق الداخلي

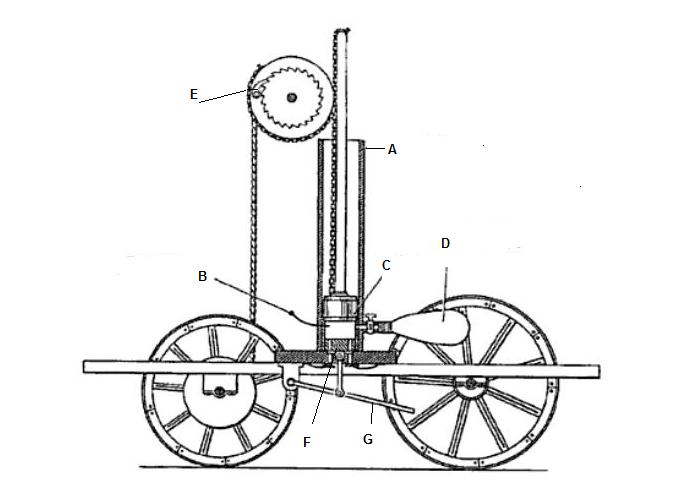
أول استخدام في العالم لمحرك احتراق داخلي في عربة بدائية. صُنع بواسطة فرنسواس إسحاق دي ريفاز في عام 1808.

عاش فرنسواس في سويسرا بعد تقاعده من الجيش، واخترع محرك احتراق داخلي بدائي في عام 1807. شُغل المحرك بخليط من الهيدروجين والأكسجين أُشعل يدوياً بشرارة كهربية، لكنه لم يحتوي أبداً على عملية الانضغاط داخل الأسطوانة أو مرفق أو ذراع توصيل. صنع إسحاق سيارة بدائية ليشغلها المحرك بعد مرور عام من صنع المحرك، لكن المحرك لم ينجح تجارياً أبداً.

## بدائل محركات الاحتراق الداخلي
ركب نيسيفور نيبس محرك الاحتراق الداخلي بيرولوفور الذي صنعه، والمشغل بوقود من غبار الفحم والراتنج فيقارب في عام 1807، وحدث هذا بالصدفة. أبحر القارب باستخدام المحرك في نهر السون فيفرنسا، وحصل نيبس علىبراءة اختراع من إمبراطور فرنسا نابليون بونابارت.
إن الاستخدامات المختلفة لتصميمي محرك الاحتراق الداخلي في نفس الوقت، يعني أن وصف محرك دي ريفاز أنه: «أول محرك احتراق داخلي يُستخدم في سيارة في العالم (عام 1808)» كان صحيحاً، بينما كان محرك بيرولوفور أولمحرك احتراق داخلي يُستخدم في سفينة في العالم (عام 1807).
لم يبدأ تطوير اختراع دي ريفاز وإنتاجه بكميات حتى وقت متأخر من القرن التاسع عشر، على الرغم من أن اختراعه كان أولمحرك احتراق داخلي يُستخدم في سيارة.
وضع الفيزيائي الفرنسي نيكولاس ليونارد سادي كارنوت، النظرية الديناميكية الحراريةللمحركات الحرارية المثالية في عام 1824. أوضحت هذه النظرية عيوب تصاميم المحركات السابقة وحاجتها لاستخدام إليه انضغاط لزيادة الفرق بين درجة الحرارة العليا والسفلى لمائع التشغيل (الوقود) للحصول على مزيد من القدرة والكفاءة.
لم يُستخدم البنزين كوقود لمحركات الاحتراق الداخلي حتى عام 1870، عندما اختُرعت المكربنات لتحول الوقود السائل غير القابل للاشتعال إلى خليط غازي قابل للاشتعال.

## وصلات خارجية
- محرك احتراق داخلي-فرنسواس إسحاق دي ريفاز 1807